# بلوشنوی
بلوشنوی (به لاتین: Bloshnoy) یک منطقهٔ مسکونی در روسیه است که در استان آستراخان واقع شده‌است.